# Liste der Lokomotiven der London, Midland and Scottish Railway
Die Liste der Lokomotiven der London, Midland and Scottish Railway bietet einen Überblick über alle Lokomotivklassen, die für die London, Midland and Scottish Railway (LMS) gebaut wurden, einschließlich der für die British Railways (BR) nachgebauten Maschinen. Die Lokomotiven der Vorgängergesellschaften, aus denen sich die LMS 1923 bildete, sowie die Lokomotiven der von ihr übernommenen Bahngesellschaften sind nur summarisch in einer Tabelle zusammengefasst.

## Allgemeines
Die LMS entstand am 1. Januar 1923 im Rahmen des sogenannten „Grouping“, das auf den vom britischen Parlament beschlossenen Railways Act 1921 zurückgeht. Dabei wurden die meisten der damaligen privaten und zum Teil erbittert konkurrierenden Eisenbahngesellschaften zu vier großen Bahnen, den „Big Four“ zusammengefasst, deren größte die LMS war. Das Verkehrsgebiet der LMS erstreckte sich, wie aus dem Gesellschaftsnamen ersichtlich, im Wesentlichen von London ausgehend über die westlichen Midlands entlang der Westküste Nordenglands bis in die schottischen Highlands, wobei einzelne Strecken auch nach Wales hineinreichten bzw. die britische Ostküste erreichten. Die konstituierenden Gesellschaften der LMS waren die
- Caledonian Railway (CR), mit 1114½ miles (1794 km) Streckenlänge
- Furness Railway (Furness), mit 158 miles (254 km) Streckenlänge
- Glasgow and South Western Railway (G&SWR), mit 493½ miles (794 km) Streckenlänge
- Highland Railway (HR), mit 506 miles (814 km) Streckenlänge
- Lancashire and Yorkshire Railway (L&YR), und London and North Western Railway (LNWR), mit zusammen 2667½ miles (4293 km) Streckenlänge
- Midland Railway (MR),	mit 2170¾ miles	(3473 km) Streckenlänge
- North Staffordshire Railway (NSR), mit 220¾ miles (355 km) Streckenlänge

Die LNWR und die L&YR hatten sich bereits am 1. Januar 1922 unter dem Namen ersterer zusammengeschlossen. Hinzu kam eine Vielzahl kleinerer, teils in Eigenregie, teils von einer der größeren Bahnen betriebener Bahnen, die aber hinsichtlich Streckenlänge und Lokomotivzahl nicht ins Gewicht fielen.
Wie alle größeren britischen Bahngesellschaften baute die LMS den größten Teil ihrer Lokomotiven in eigenen Werkstätten selbst. Der Neubau von Lokomotiven fand in den Derby Works, Crewe Works, Horwich Works und St Rollox Works statt, die zuvor die Hauptwerkstätten der MR, LNWR, L&YR und CR gewesen waren. Daneben wurden aber auch Lokomotiven bei allen bedeutenden englischen und schottischen Lokomotivherstellern beschafft.
Mit dem von der Labour-Regierung Clement Attlees initiierten Transport Act 1947 wurde die LMS ebenso wie die drei anderen großen britischen Eisenbahnunternehmen (GWR, SR und LNER) verstaatlicht und ging zum 1. Januar 1948 in den British Railways auf. Lokomotiven nach LMS-Entwürfen wurden noch bis 1953 nachgebaut.

### Übernommene Lokomotiven der Vorgängerbahnen

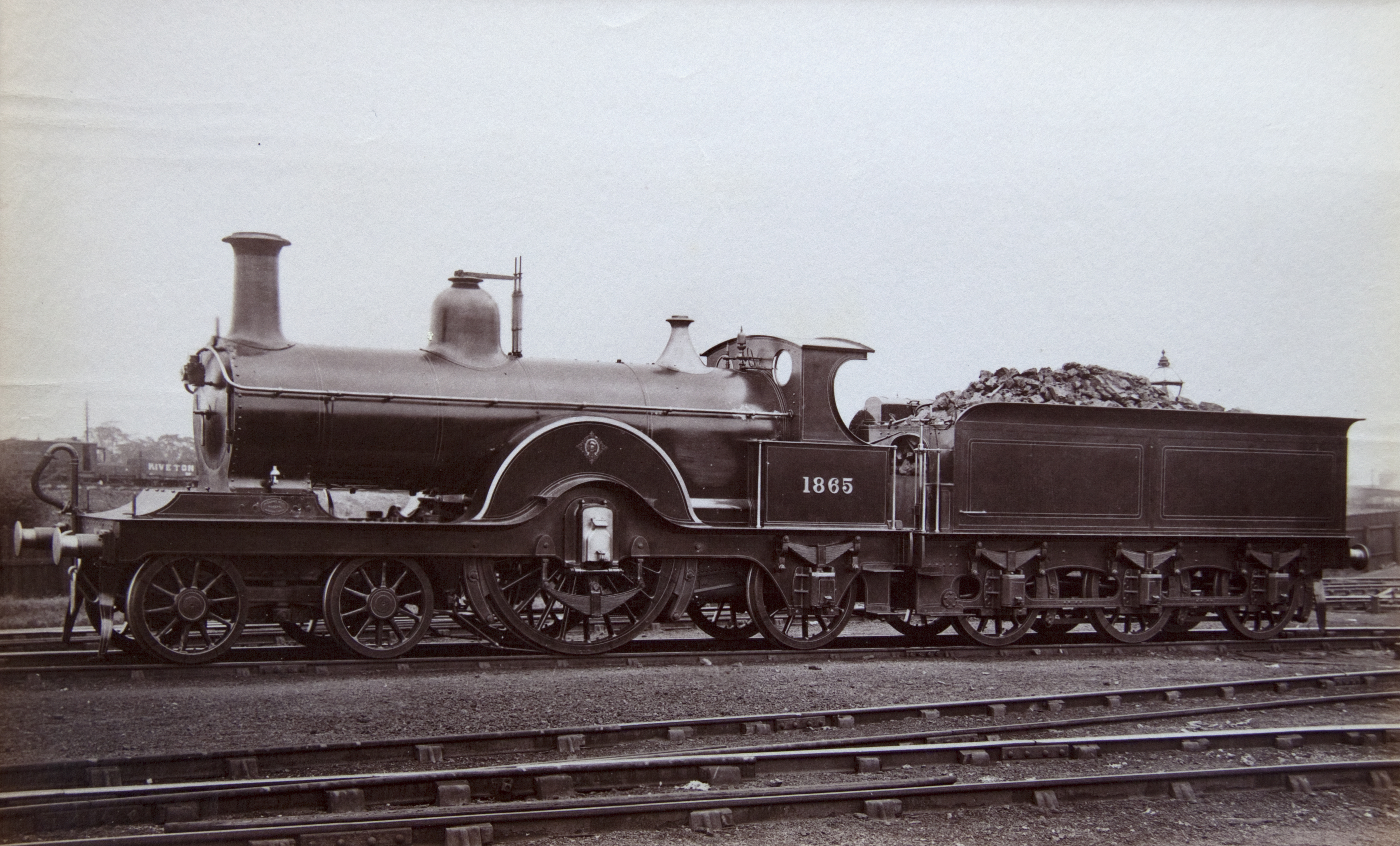
4-2-2 MR-Klasse 1853
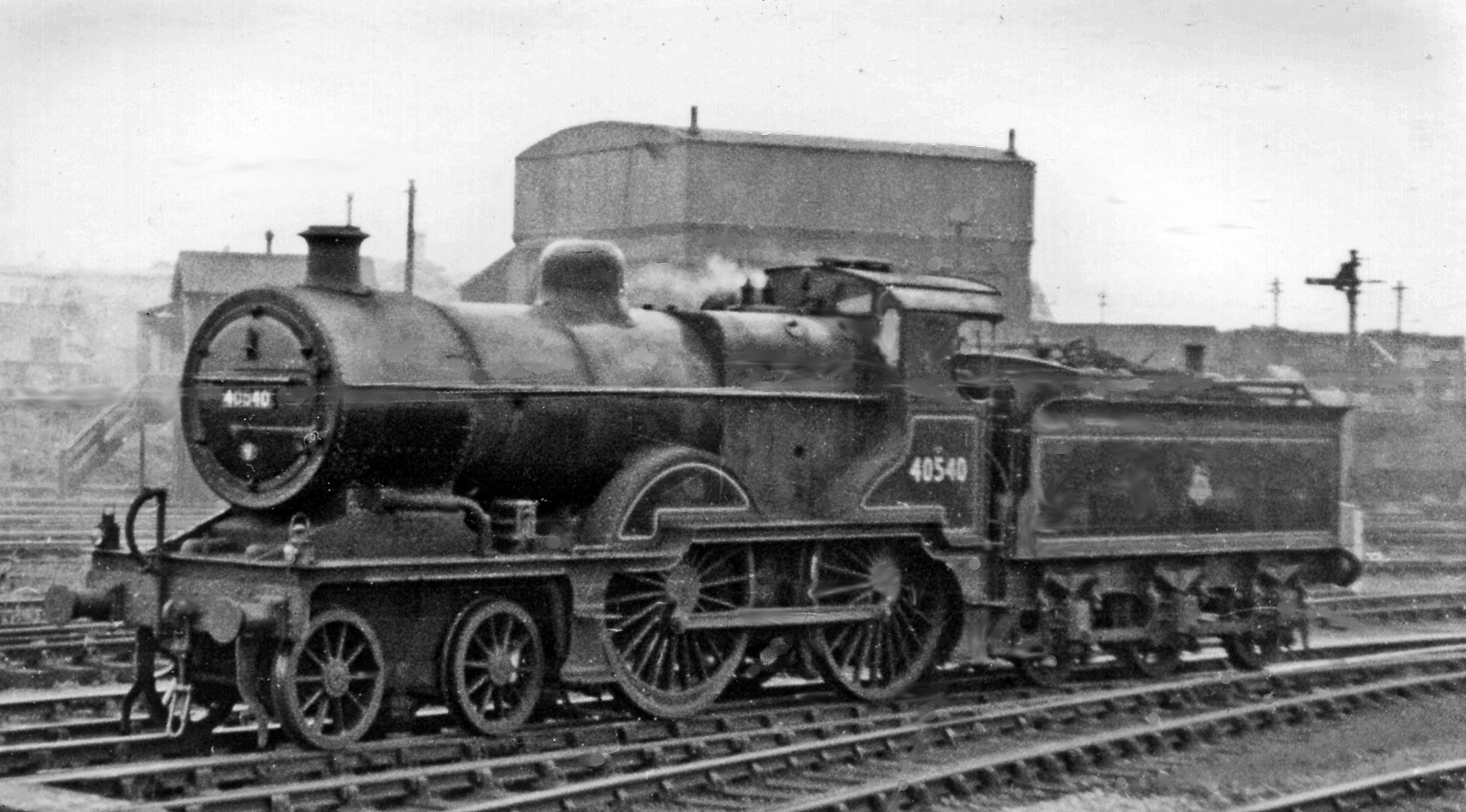
4-4-0 BR-Klasse 2P ex MR-Klasse 483
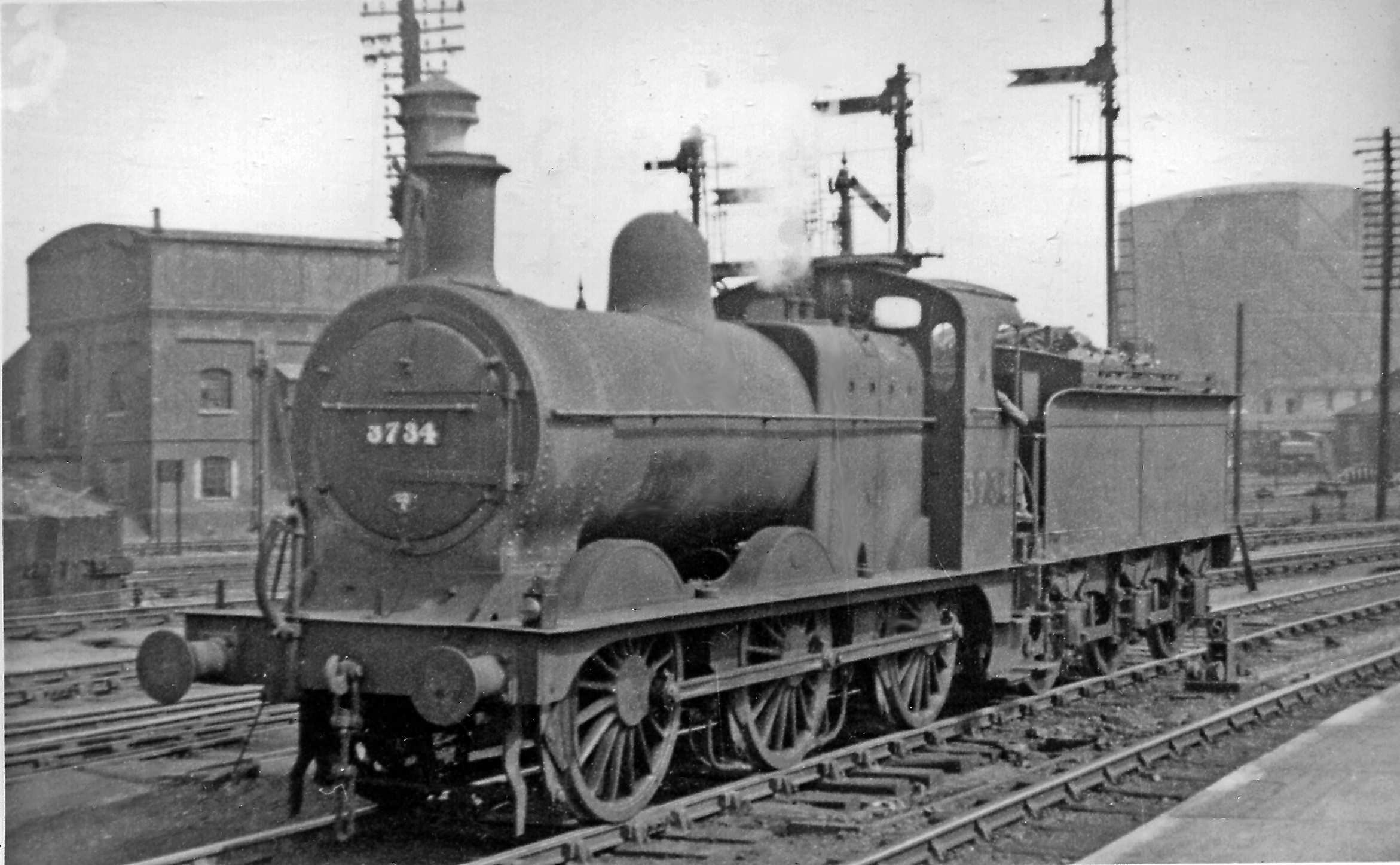
0-6-0 LMS-Klasse 3F ex MR
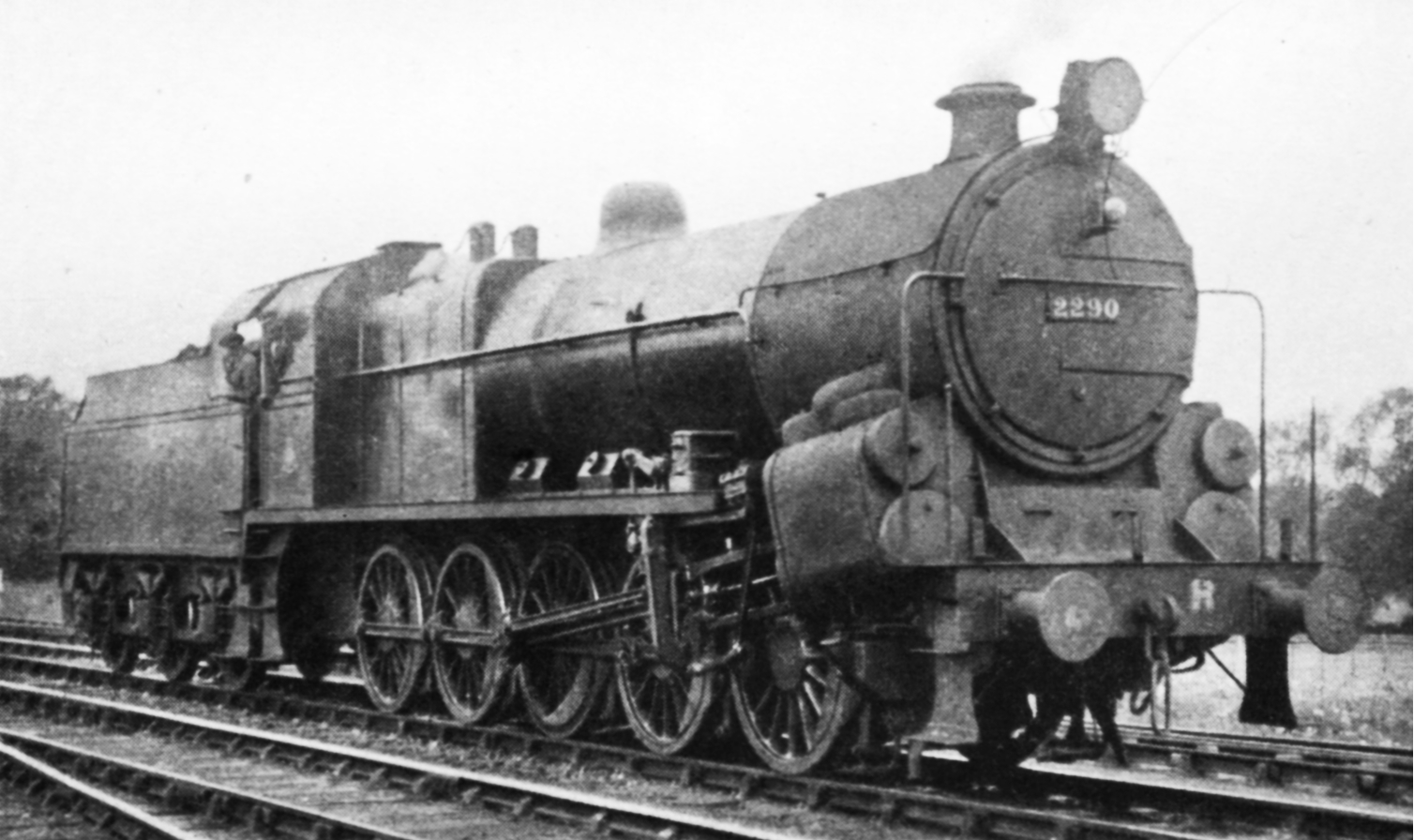
0-10-0 LMS Nr. 22290 ex MR »Lickey Banker«
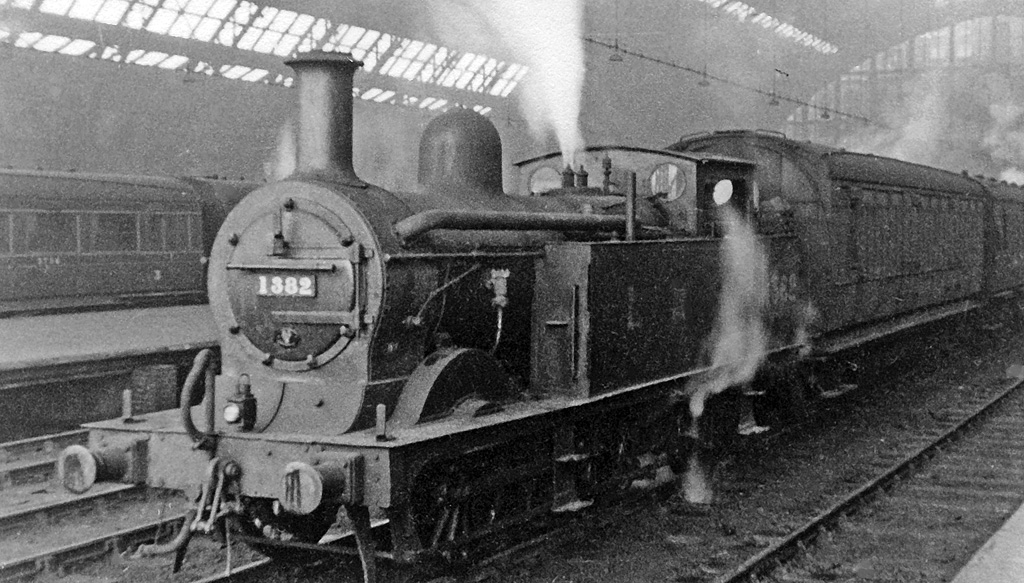
0-4-4T LMS-Klasse 1P ex MR-Klasse 2228
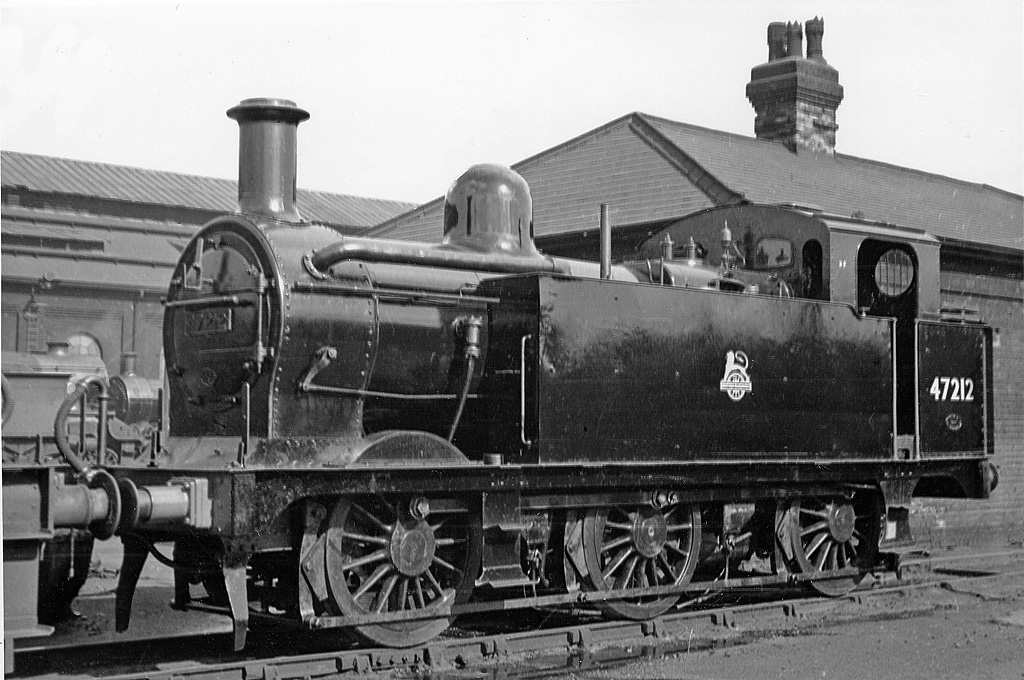
0-6-0T BR-Klasse 3F ex MR-Klasse 2441

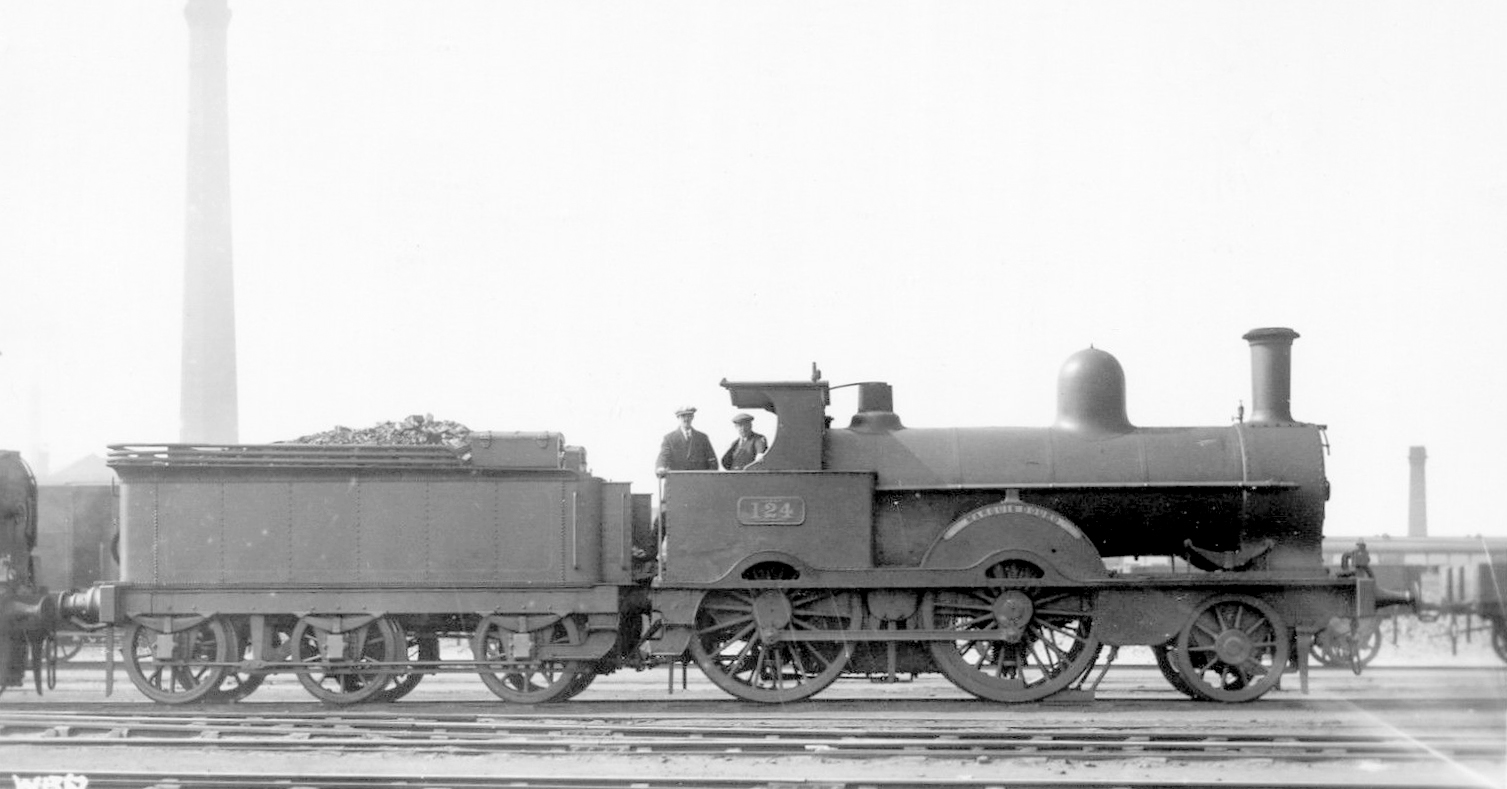
2-4-0 LNWR »Renewed Precedent«-Klasse
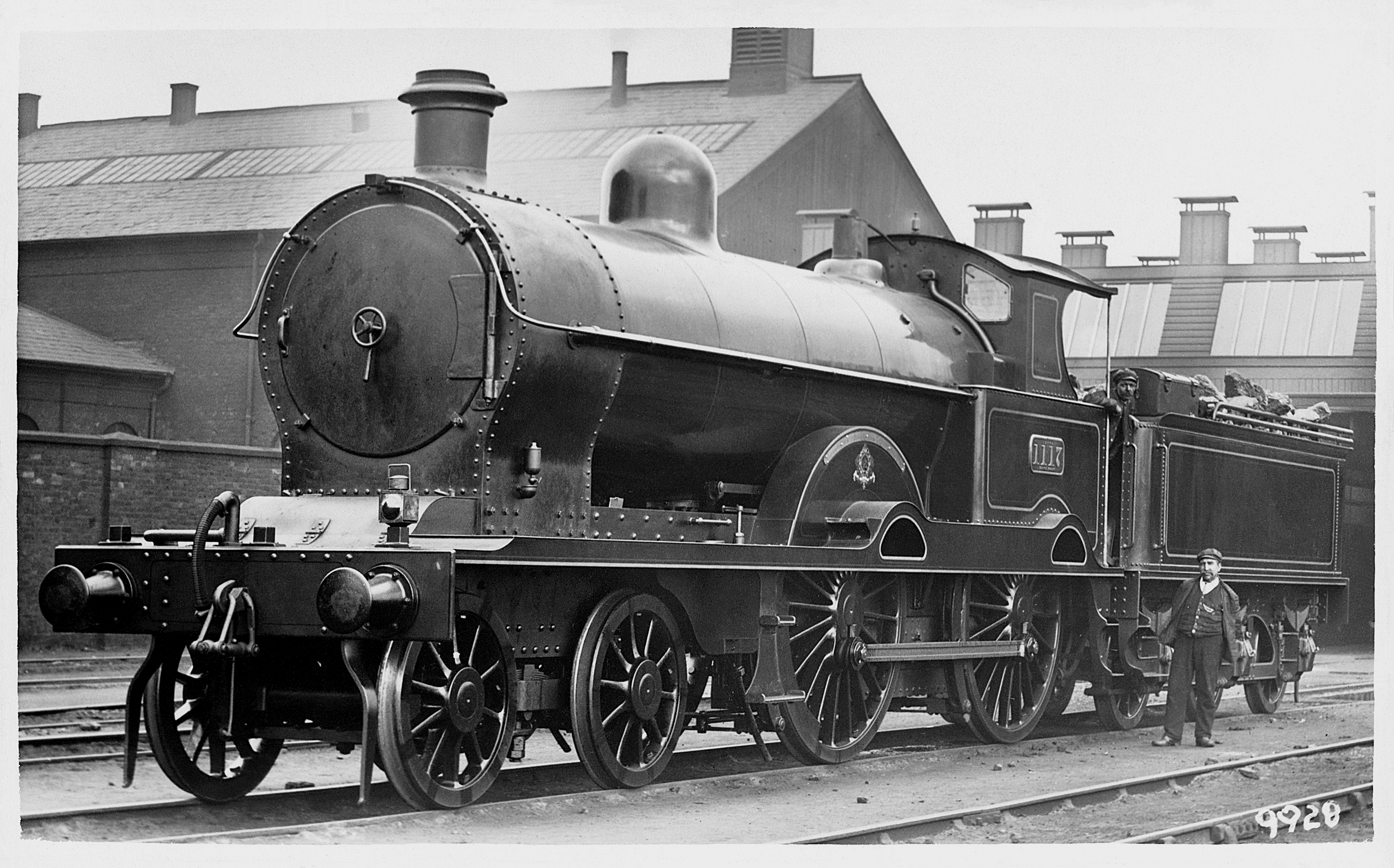
4-4-0 LNWR »Precursor«-Klasse
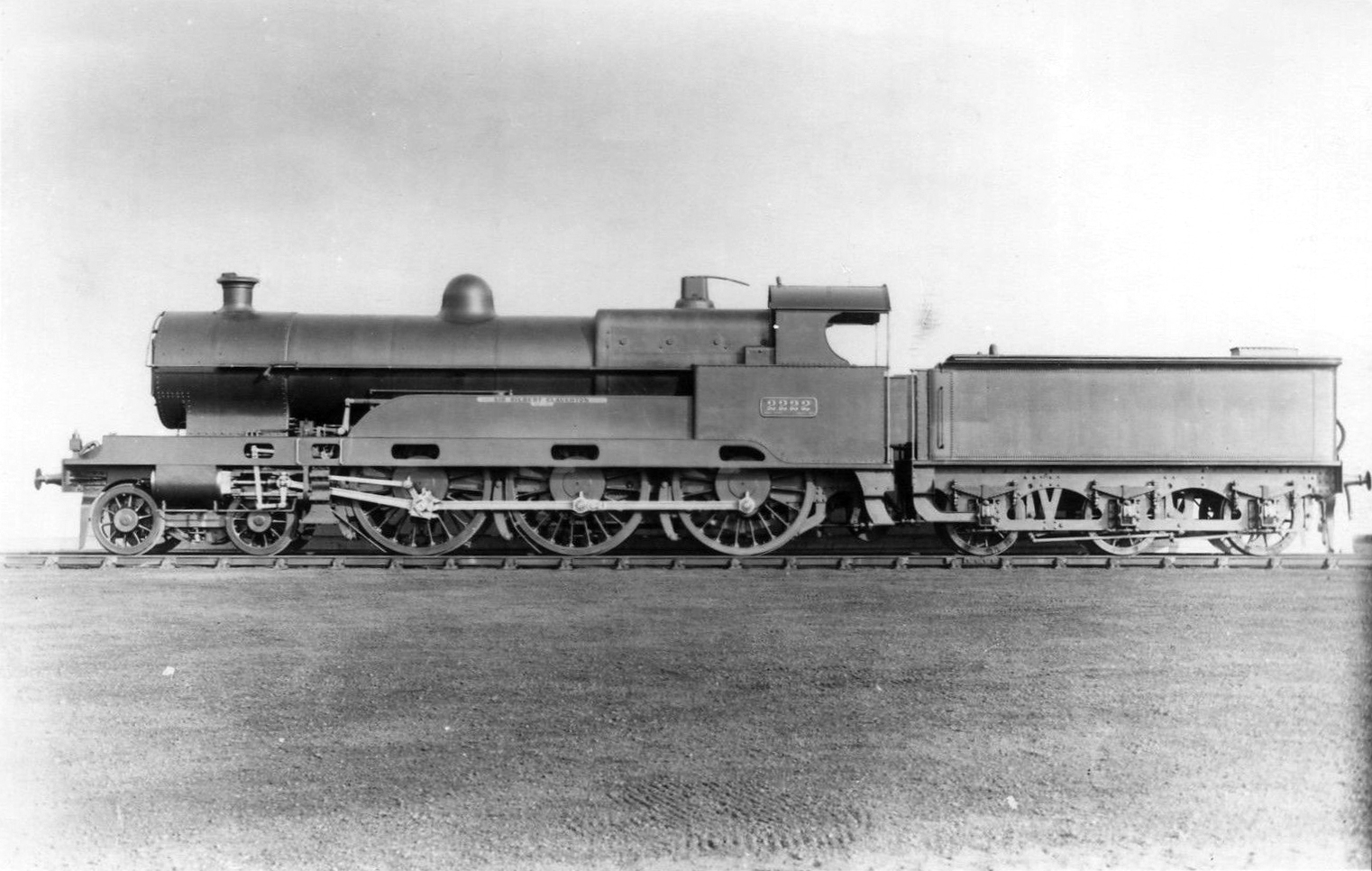
4-6-0 LNWR »Claughton«-Klasse
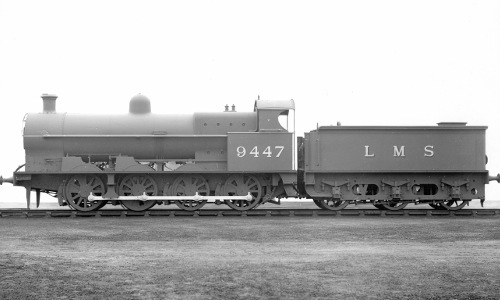
0-8-0 LMS-Klasse 7F ex LNWR-Klasse G2
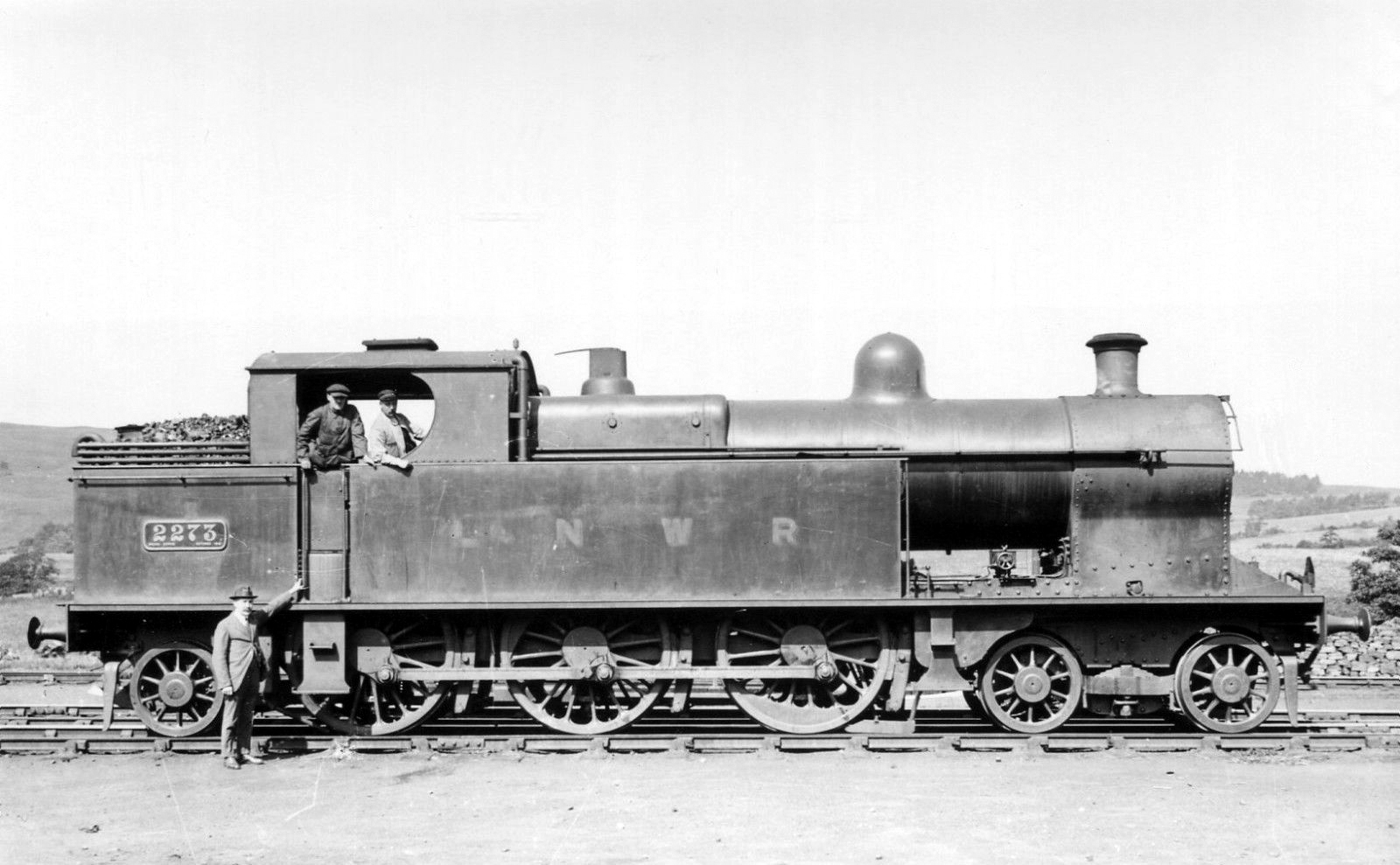
64-6-2T LNWR »Prince of Wales Tank«
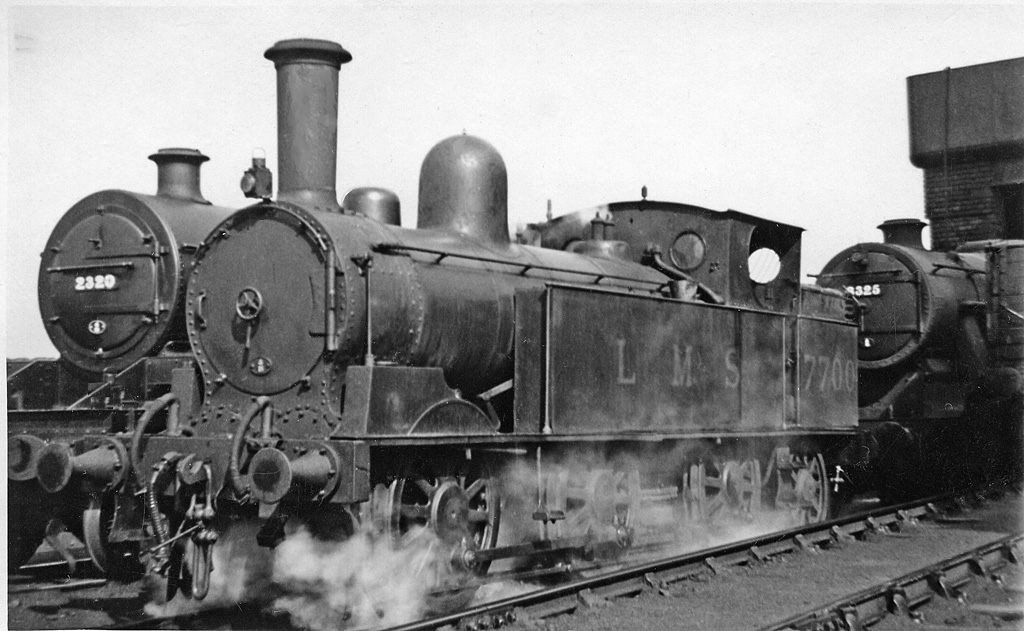
0-6-2T LMS-Klasse 2F ex LNWR »Coal Tank«

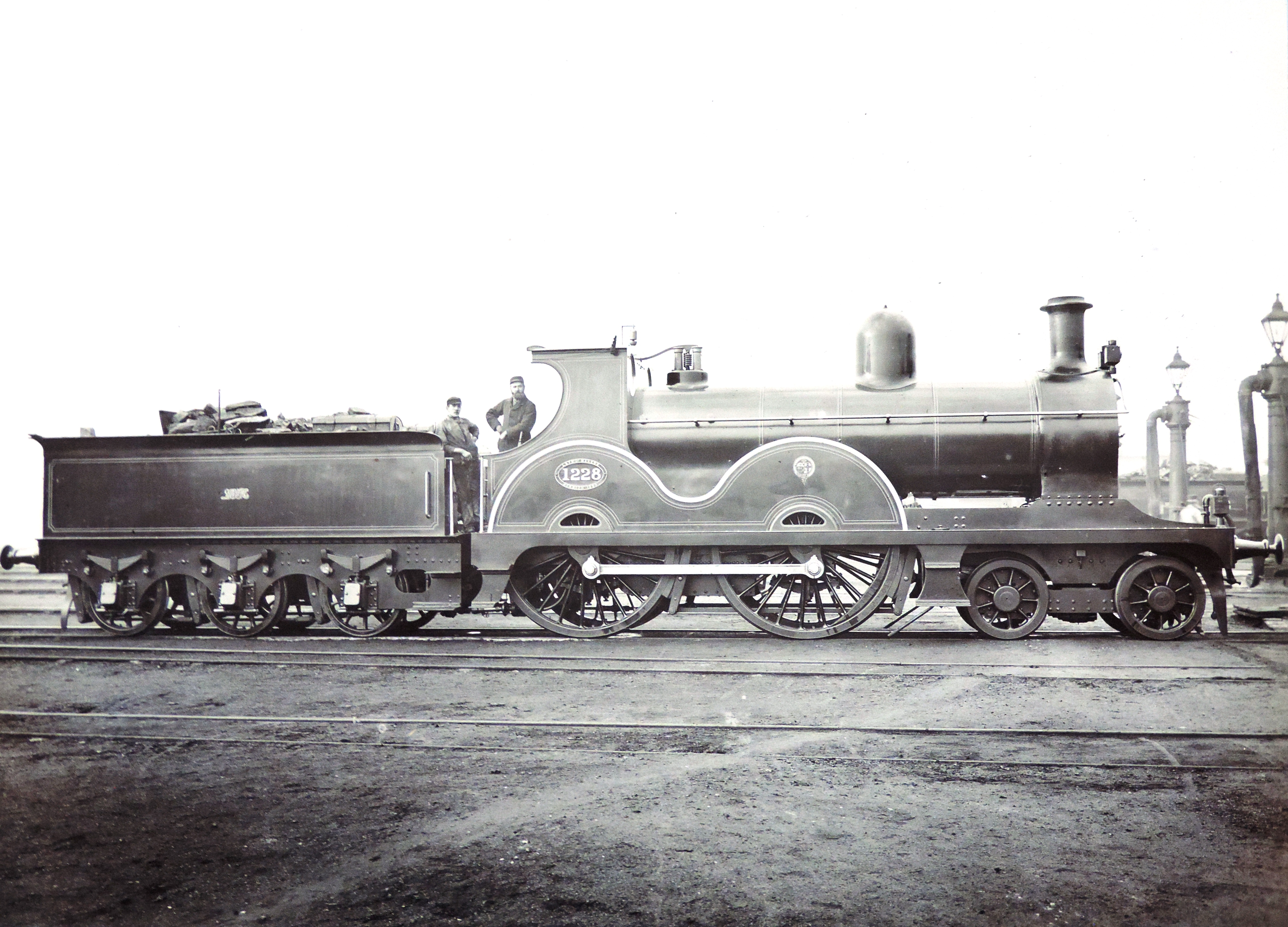
4-4-0 L&YR-Klasse 3 sp. LMS-Klasse 3P
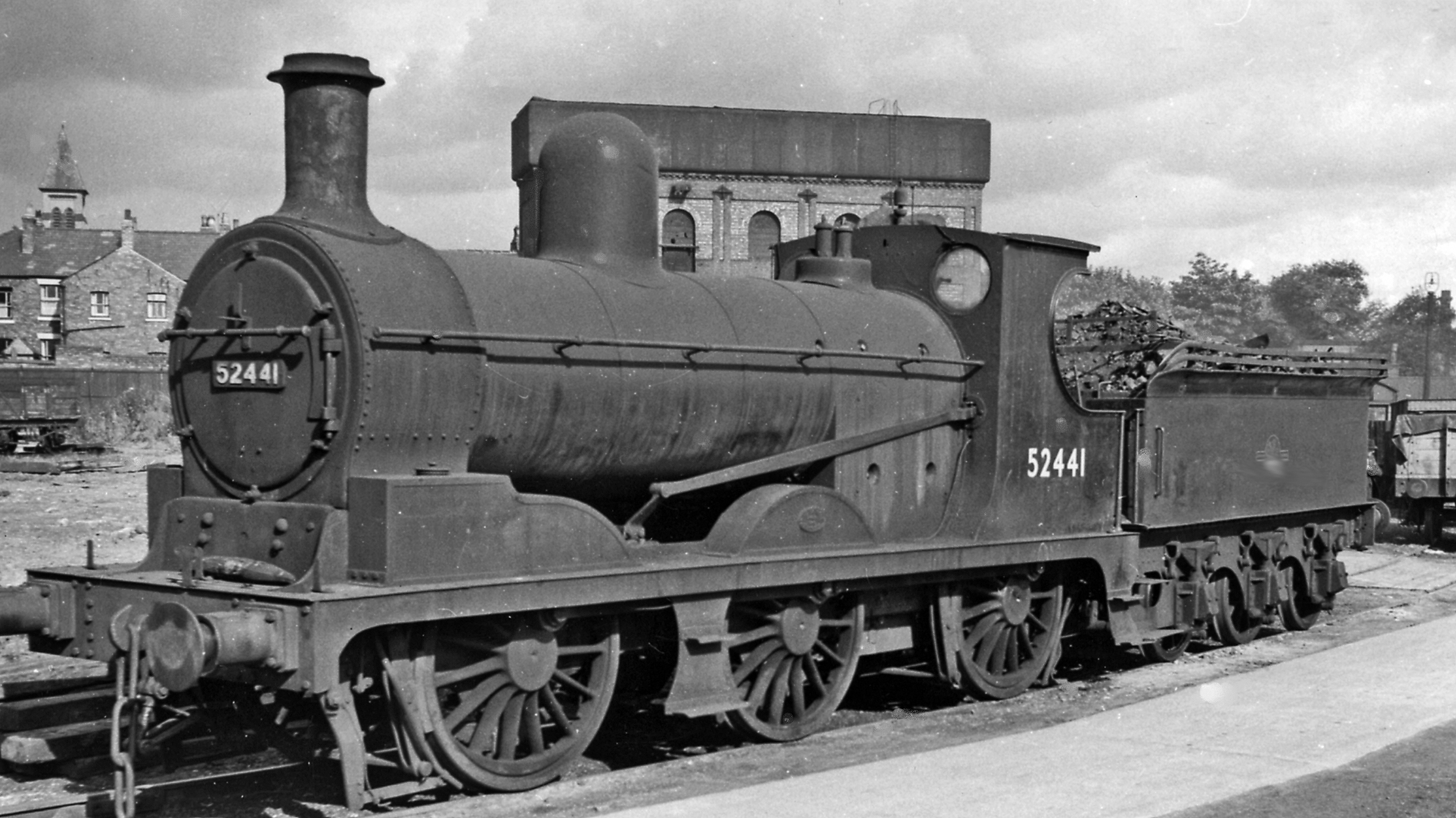
0-6-0 BR-Klasse 3F ex L&YR-Klasse 27
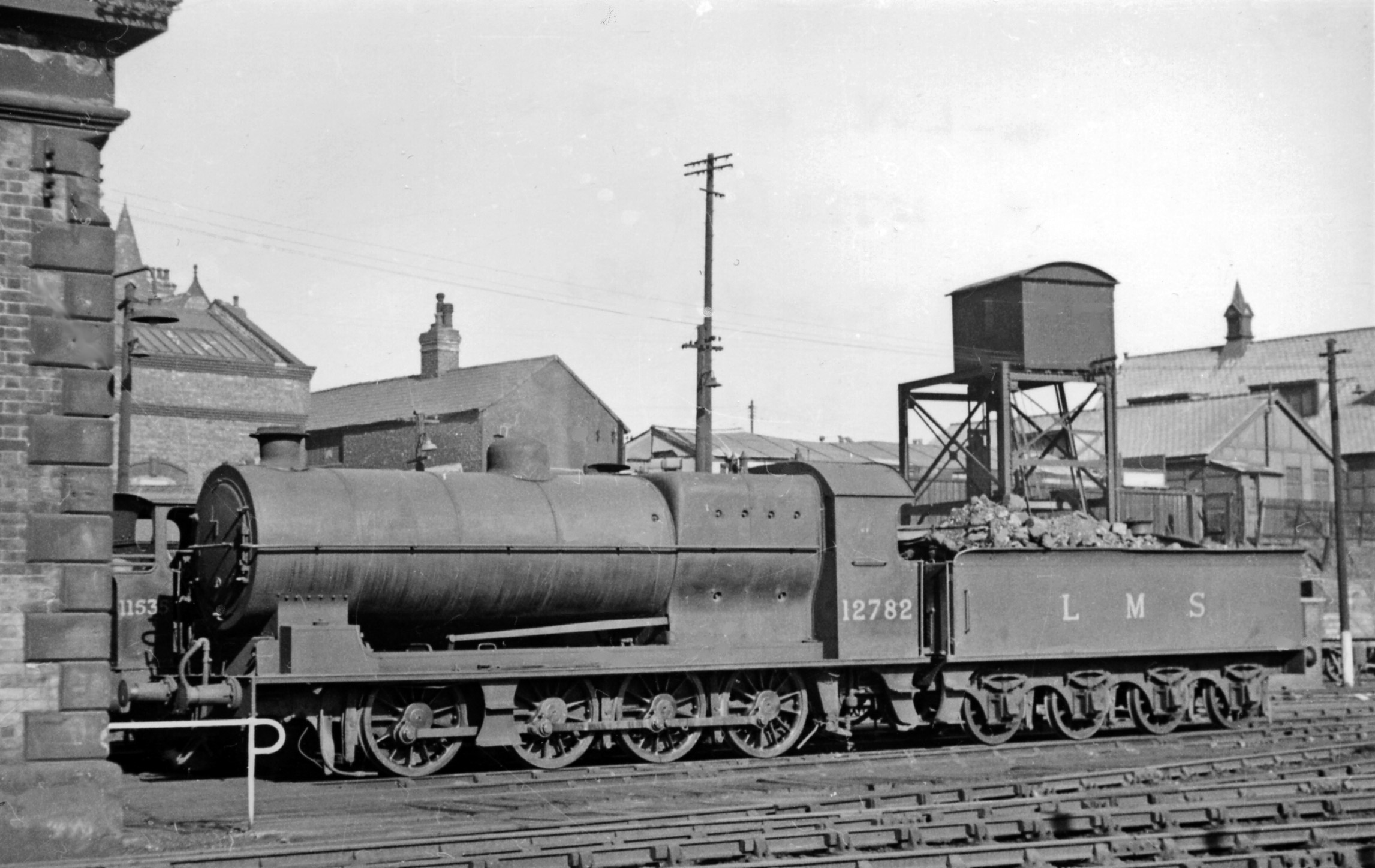
0-8-0 LMS-Klasse 6F ex L&YR-Klasse 30
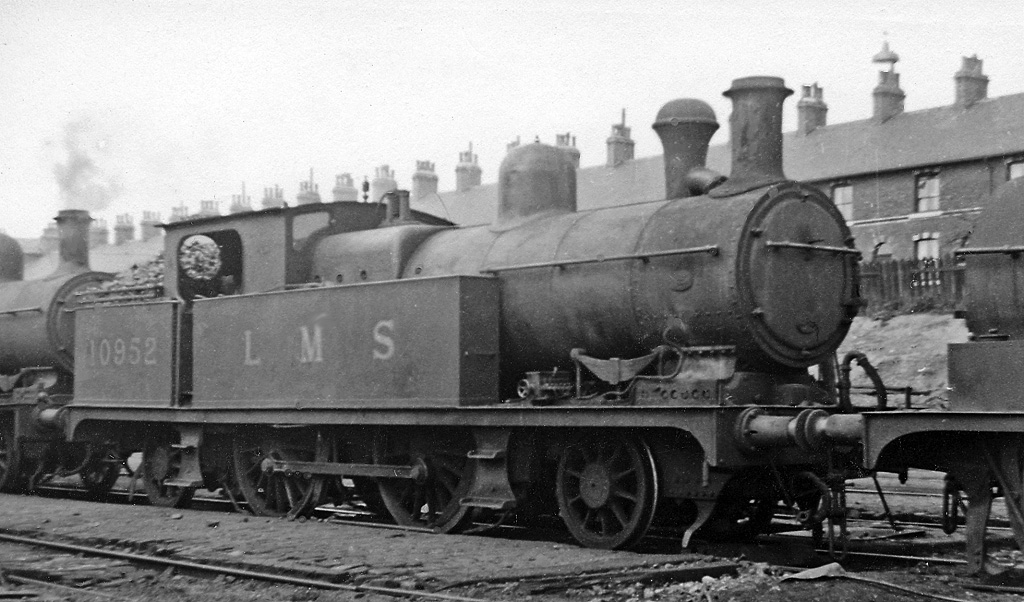
2-4-2T LMS-Klasse 3P ex L&YR-Klasse 5
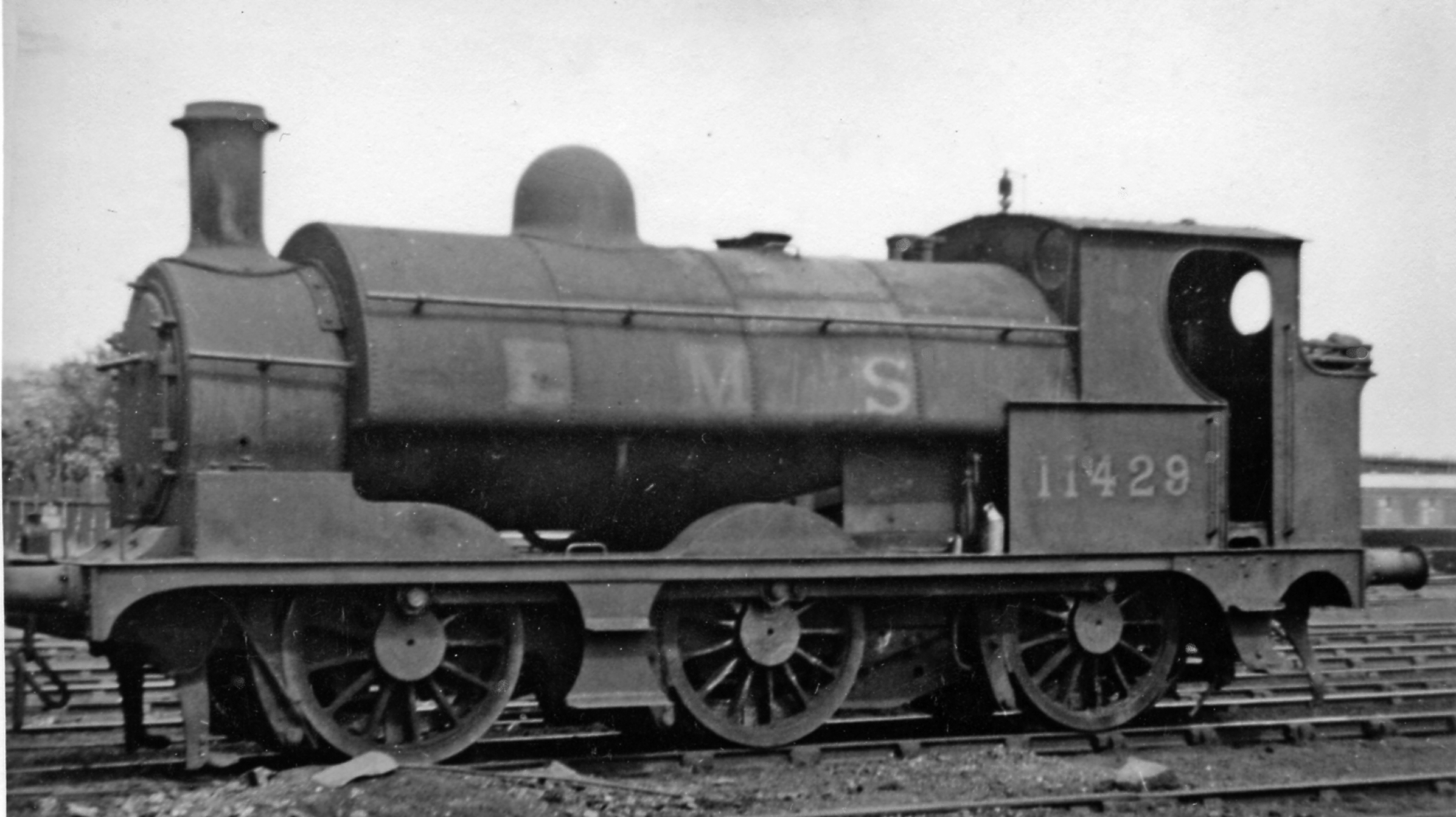
0-6-0ST LMS-Klasse 2F ex L&YR-Klasse 23
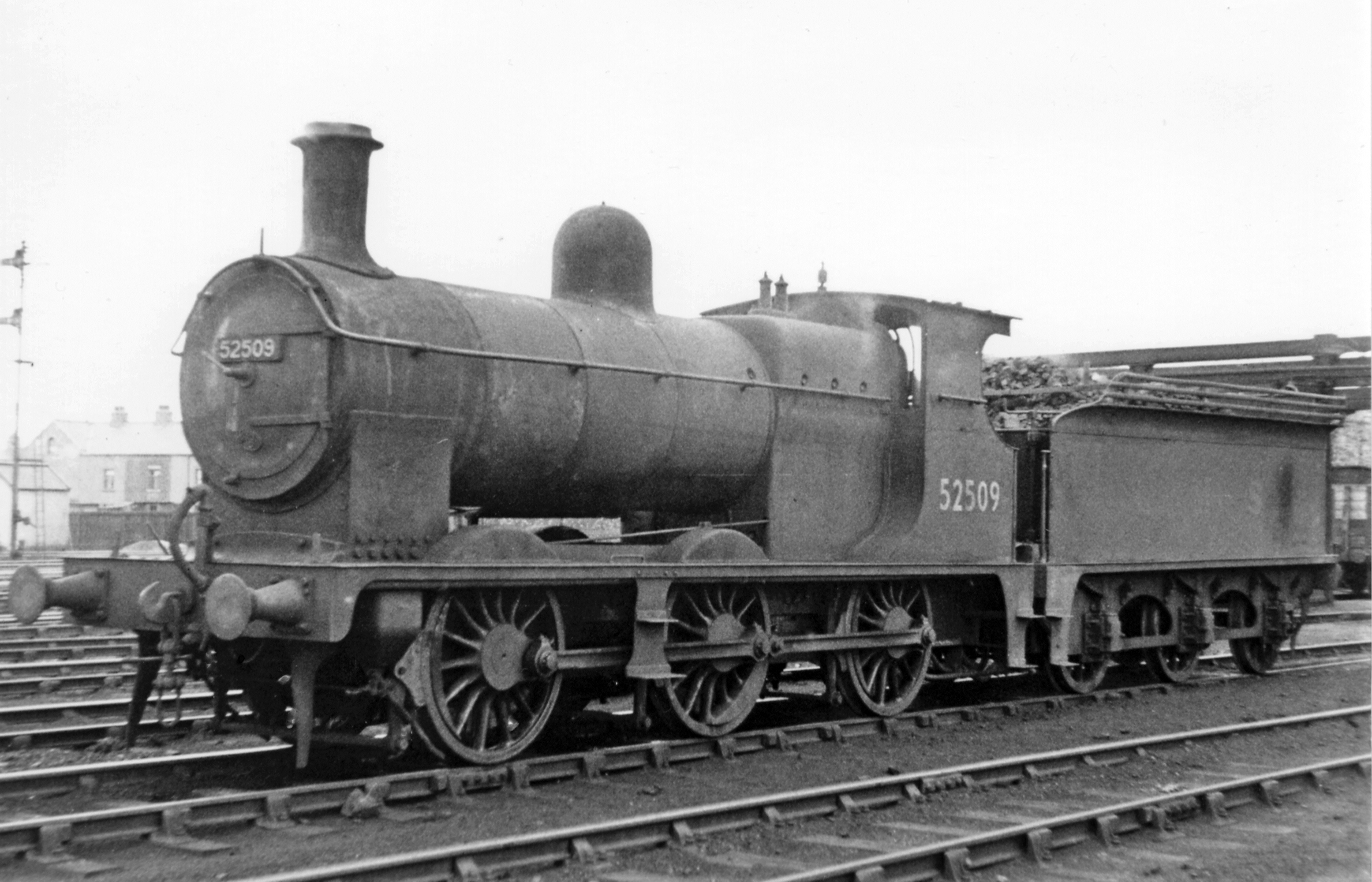
0-6-0 BR-Klasse 3F ex Furness-Klasse D5

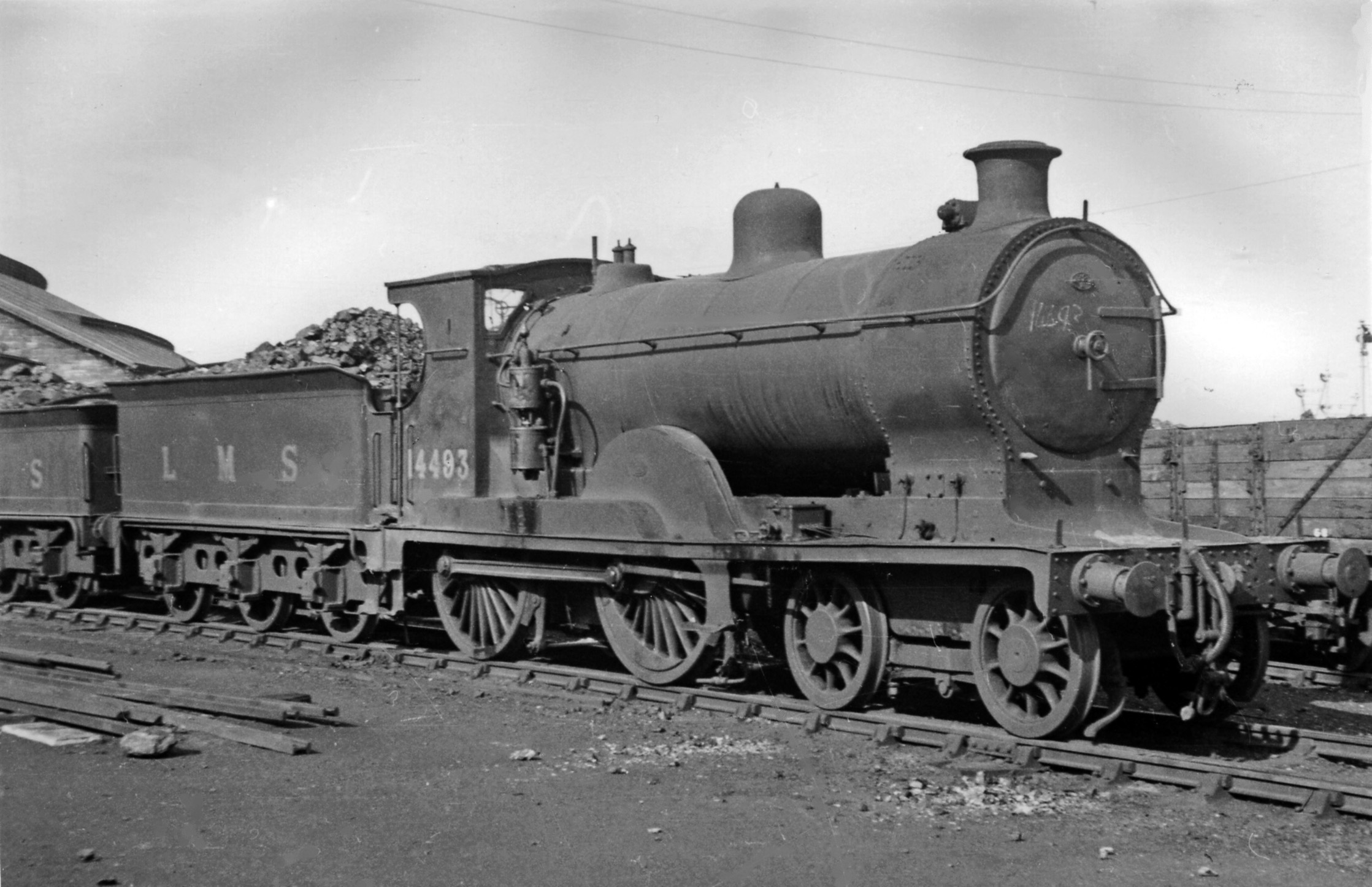
4-4-0 LMS-Klasse 3P ex CR-Klasse 72
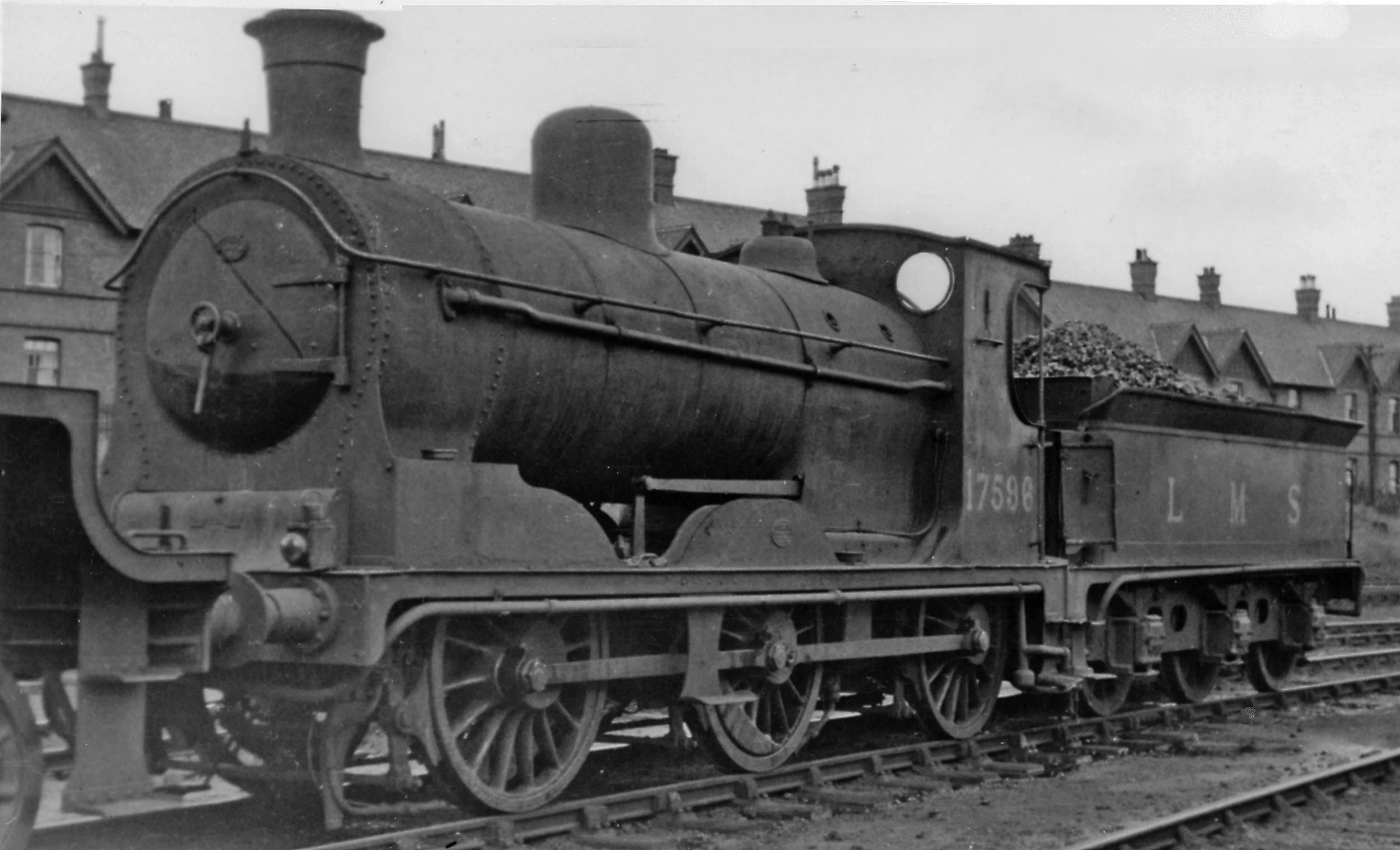
0-6-0 LMS-Klasse 3F ex CR-Klasse 812
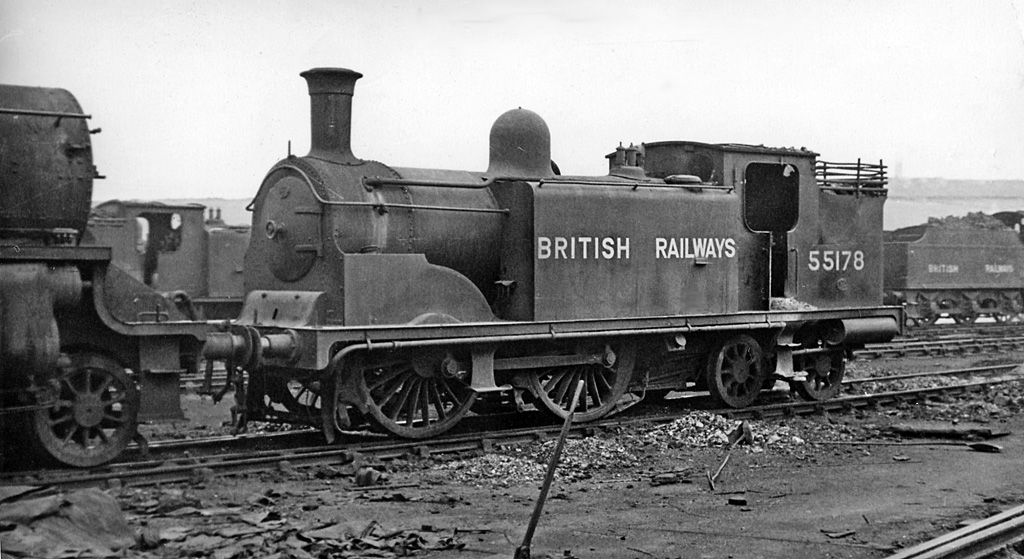
0-4-4T BR-Klasse 2P ex CR-Klasse 439
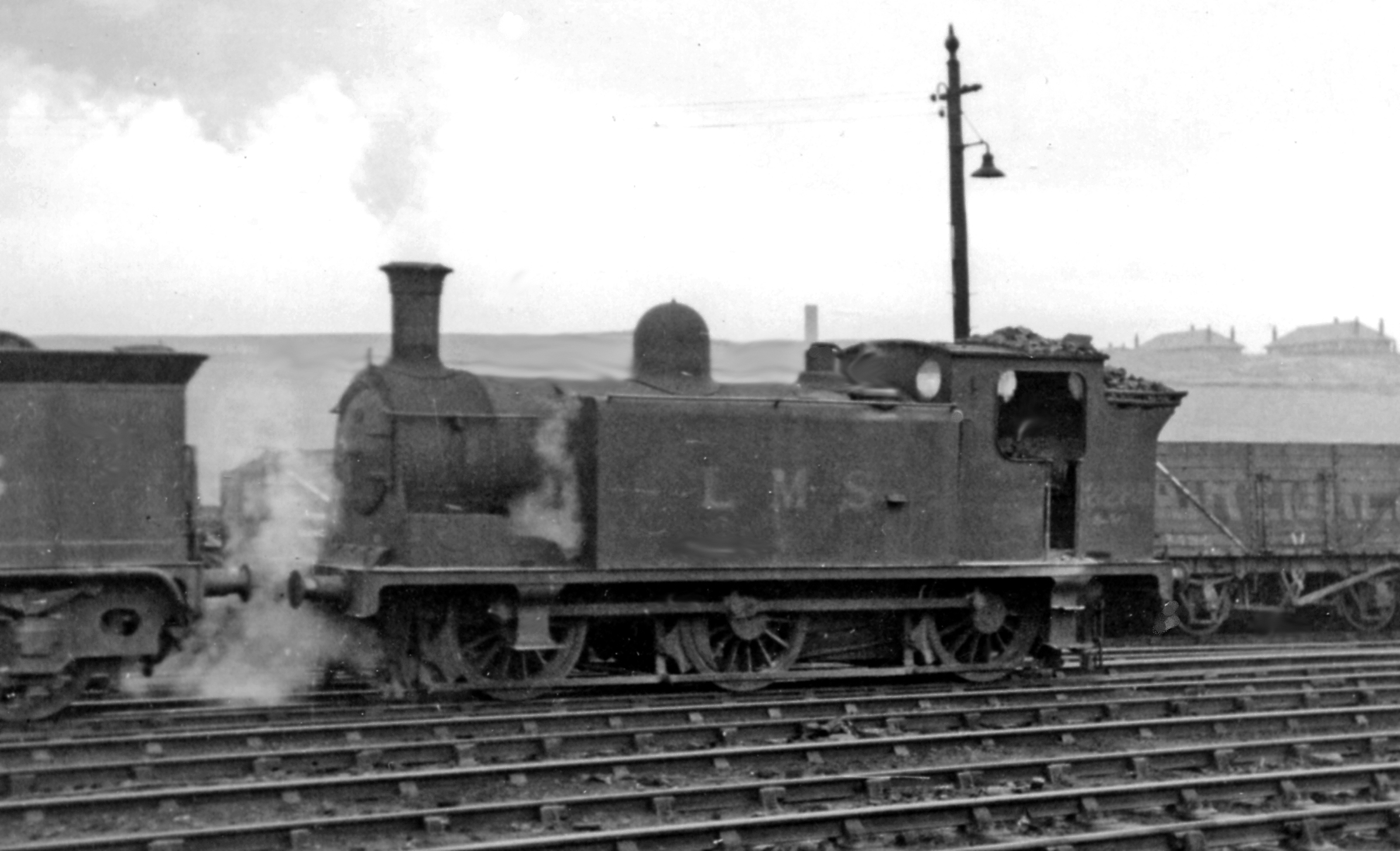
0-6-0T LMS-Klasse 3F ex CR-Klasse 782
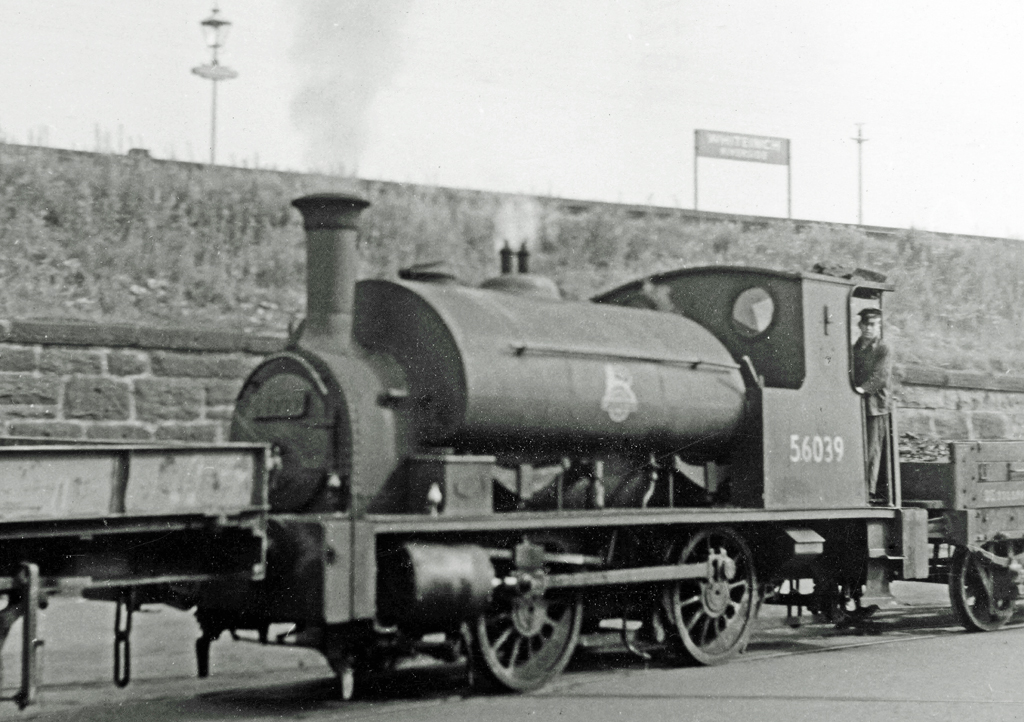
0-4-0ST BR-Klasse 0F ex CR-Klasse 264 »Pug«
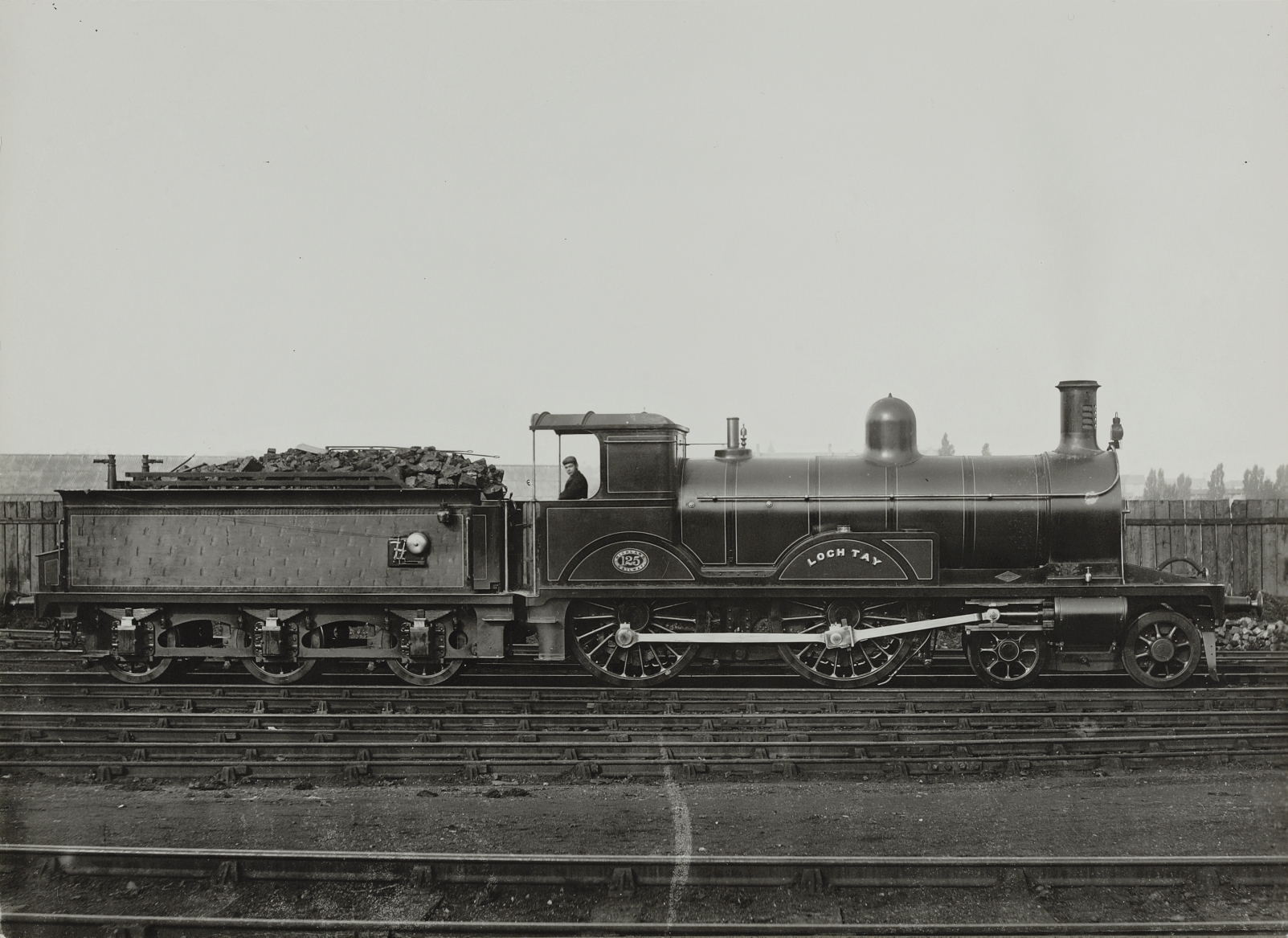
4-4-0 HR-Klasse B »Loch« sp. LMS 2P
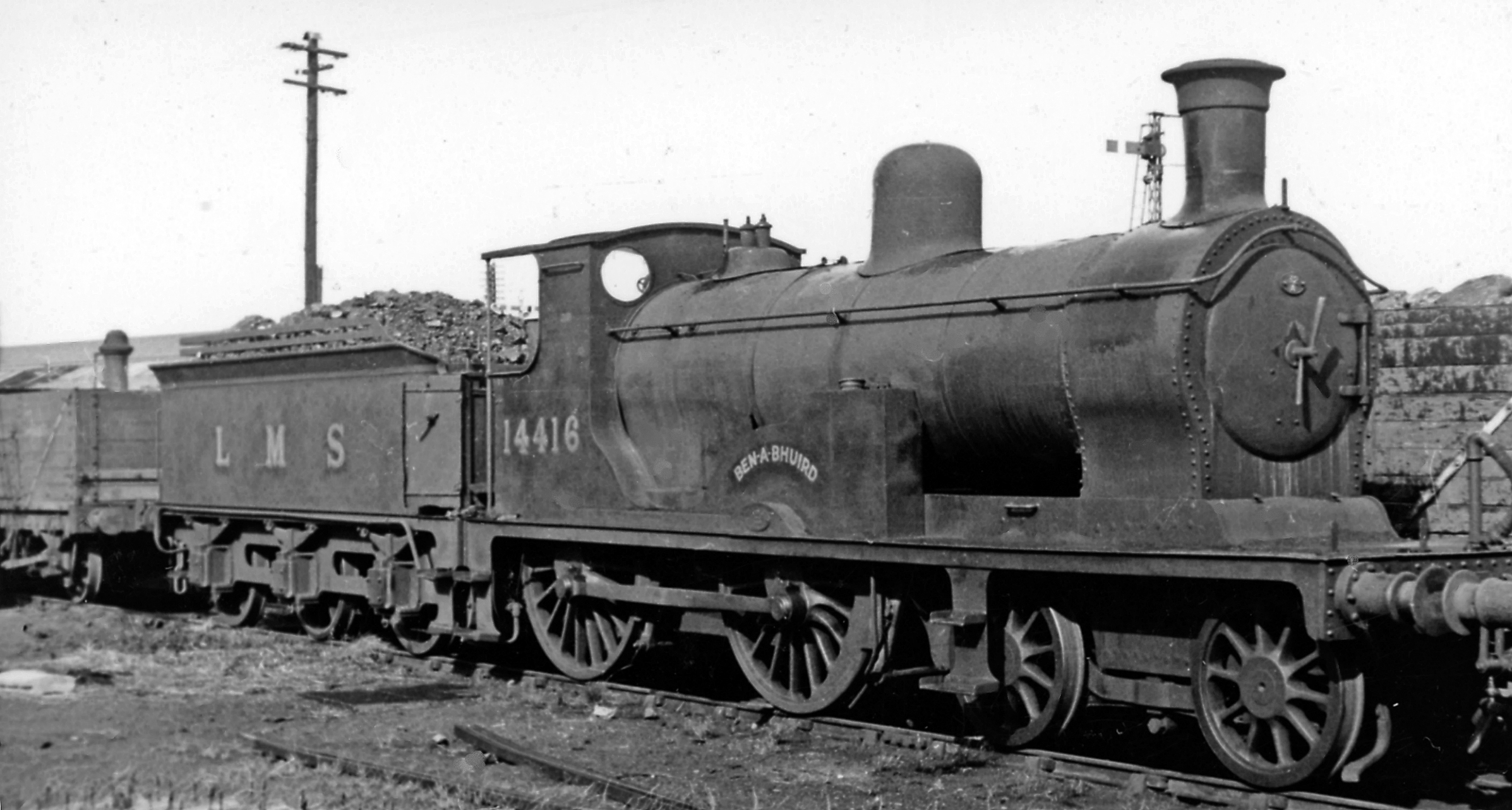
4-4-0 LMS-Klasse 2P ex HR-Klasse C »Small Ben«
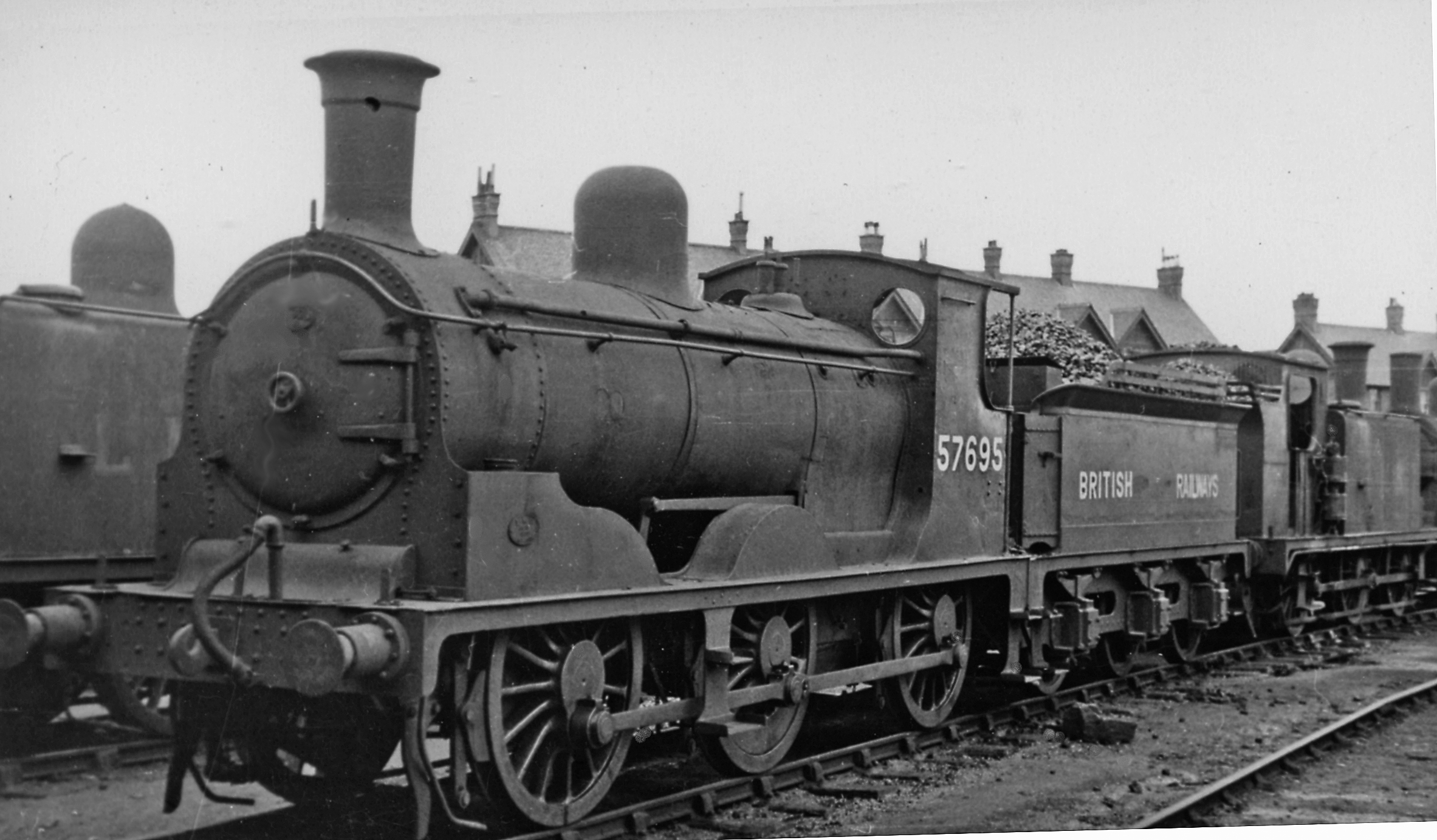
0-6-0 BR-Klasse 3F ex HR-Klasse K